# Karl Obermann
Karl Obermann (né le 22 septembre 1905 à Cologne et mort le 10 juillet 1987 à Berlin) est un historien allemand. Il est le premier directeur de l'Institut d'histoire de l'Académie allemande des sciences à Berlin.

## Biographie
Obermann, le fils d'un ouvrier d'usine, ne peut d'abord pas étudier dans la République de Weimar pour des raisons financières. Après l'école secondaire, il apprend le métier de dessinateur technique. Devenu chômeur pendant la Grande Dépression, il assiste en tant qu'invité à des cours d'histoire et de sociologie à l'université de Cologne.
Obermann intègre le mouvement de la jeunesse socialiste via le mouvement Wandervogel. À partir de 1925, il est actif dans la Jeunesse socialiste libre (de). En 1931, il rejoint le SAP.
En 1933, il émigre en France via la Belgique, où il travaille comme journaliste et écrivain pour divers journaux et magazines de langue allemande. En 1936, il devient membre du KPD. Il étudie l'histoire en tant qu'étudiant invité à la Sorbonne. Après le déclenchement de la Seconde Guerre mondiale en 1939, il est arrêté et interné en France. En août 1941, il émigre aux États-Unis. De 1943 à 1946, il est membre du comité de rédaction de la revue du Conseil pour une Allemagne démocratique (de) The German American.
En octobre 1946, il retourne en Allemagne via l'Union soviétique. Il rejoint le SED. De 1947 à 1949, il travaille comme rédacteur pour le magazine universitaire Forum et étudie en même temps à l'Université Humboldt de Berlin. En 1950, il obtient son doctorat (avec la thèse « Les ouvriers allemands à l'époque de la révolution de 1848 ») et, en octobre 1950, il commence à enseigner à l'Université d'État de Brandebourg à Potsdam. En 1952, il obtient son habilitation avec une thèse sur les relations germano-américaines au début de la République de Weimar. En août 1953, il est nommé à l'Université Humboldt de Berlin. De 1955 à 1956, il dirige l'Institut d'histoire allemande. En 1956, il est nommé professeur titulaire d'une chaire et continue d'enseigner jusqu'à sa retraite en 1970.
De 1956 à 1960, Obermann est le premier directeur du nouvel Institut d'histoire allemande de l'Académie allemande des sciences de Berlin et en même temps chef du département "Histoire allemande de 1789 à 1871" jusqu'en 1970.
Obermann est membre de nombreux comités scientifiques nationaux et internationaux, dont la Société historique de la RDA (de).

## Travaux
- Joseph Weydemeyer. Pioneer of American socialism. International Publishers, New York 1947.
- Einheit und Freiheit. Die deutsche Geschichte von 1815 bis 1849 in zeitgenössischen Dokumenten. Dietz, Berlin 1950.
- Die deutschen Arbeiter in der ersten bürgerlichen Revolution. Dietz, Berlin 1950 (2. Auflage, 1953).
- Die Beziehungen des amerikanischen Imperialismus zum deutschen Imperialismus in der Zeit der Weimarer Republik (1918–1925). Rütten & Loening, Berlin 1952.
- Zur Geschichte des Bundes der Kommunisten 1849 bis 1852. Dietz, Berlin 1952.
- Deutschland von 1815 bis 1849 (Von der Gründung des Deutschen Bundes bis zur bürgerlich-demokratischen Revolution) (= Lehrbuch der deutschen Geschichte, Bd. 6). Deutscher Verlag der Wissenschaften. Berlin 1961 (3., überarbeitete Aufl. 1967).
- Joseph Weydemeyer. Ein Lebensbild. 1818–1866. Dietz, Berlin 1968.
- Zum Anteil des deutschen Proletariats und des Bundes der Kommunisten an der Vorbereitung der Revolution von 1848, in: ZfG, Jg. 16. 1968, S. 1023 ff.
- Flugblätter der Revolution. Eine Flugblattsammlung von 1848/49 in Deutschland. Verlag der Wissenschaften, Berlin 1970, Deutscher Taschenbuch-Verlag, München 1972,  (ISBN 3-423-04111-0)
- (zusammen mit László Benczédi; Hrsg.): Die Ungarische Revolution von 1848/49 und die demokratische Bewegung in Deutschland. Akadémiai Kiadó, Budapest 1971.
- Heinrich Billstein: Marx in Köln. Mit einem Beitrag von Karl Obermann. Pahl-Rugenstein, Köln 1983,  (ISBN 3-7609-0766-0) (= Kleine Bibliothek 287), S. 138–218.
- Exil Paris. Im Kampf gegen Kultur- und Bildungsabbau im faschistischen Deutschland (1933–1939). Deutscher Verlag der Wissenschaften, Berlin 1984.
- Die Wahlen zur Frankfurter Nationalversammlung im Frühjahr 1848. Die Wahlvorgänge in den Staaten des Deutschen Bundes im Spiegel zeitgenössischer Quellen. Deutscher Verlag der Wissenschaften, Berlin 1987.

## Récompenses et honneurs
- Prix national de la RDA de 3e classe (1961)
- Bannière du Travail (1970)
- Prix Friedrich-Engels de l'Académie des sciences de la RDA (1973)
- Ordre du Mérite patriotique en argent (1965), en or (1975)
- Fermoir d'honneur pour l'ordre du Mérite patriotique en or (1980)
- Docteur honoris causa en philosophie de l'université Humboldt de Berlin (1982)
- Étoile de l'amitié des peuples en argent (1985)